# Ketowo (Kurgan)
Ketowo (russisch Кето́во) ist ein Dorf (selo) in der Oblast Kurgan in Russland mit 7251 Einwohnern (Stand 14. Oktober 2010).

## Geographie
Der Ort liegt gut 10 km Luftlinie südlich des Zentrums (etwa 4 km von Stadtrand) der Oblasthauptstadt Kurgan im südwestlichen Teil des Westsibirischen Tieflandes. Er befindet sich an einem Schtschutschje-See genannten rechten Altarm des knapp 2 km westlich fließenden Tobol.
Ketowo ist Verwaltungszentrum des Rajons Ketowski sowie Sitz der Landgemeinde (selskoje posselenije) Ketowski selsowet, zu der außerdem die 6 km nordöstlich gelegene Siedlung Pridoroschny gehört.

## Geschichte
Das Dorf wurde 1703 von den Bauern Iwan und Grigori Ketow gegründet und später nach diesen benannt. Nachdem das Dorf im Verlauf des 18. Jahrhunderts zweimal verlassen wurde, existiert es durchgängig seit 1800.
Seit 1924 gehörte es zum Kurganski rajon, dessen Verwaltungssitz sich zunächst in Kurgan, später im westlich der Stadt gelegenen Dorf Wwedenskoje befand. Am 15. Februar 1944 wurde Ketowo Verwaltungssitz eines nach ihm benannten Rajons. Am 5. November 1959 wurde der Rajon aufgelöst und wieder an den Kurganski rajon angeschlossen, jedoch dessen Verwaltungssitz nach Ketowo verlegt. Am 3. März 1964 erhielt der Rajon seinen heutigen Namen nach dem Verwaltungssitz.

### Bevölkerungsentwicklung
| Jahr | Einwohner |
| ---- | --------- |
| 1926 | 865       |
| 1959 | 1408      |
| 1970 | 3547      |
| 1979 | 4609      |
| 1989 | 6377      |
| 2002 | 7127      |
| 2010 | 7251      |

Anmerkung: Volkszählungsdaten

## Verkehr
Östlich an Ketowo vorbei verläuft die Regionalstraße 37K-0002 (ehemals R327) von Kurgan weiter über die südlich folgenden Rajonzentren Gljadjanskoje und Swerinogolowskoje weiter zur kasachischen Grenze (in Kasachstan besteht nach weiteren 50 km Anschluss an die A21 von Mamljut bei Petropawl nach Qostanai).
Die nächstgelegene Bahnstation befindet sich in Kurgan an der Südroute Samara – Tscheljabinsk – Omsk der Transsibirischen Eisenbahn.